# 盐丰县
盐丰县，中国旧县名。
1913年由姚州白盐井地方析置，治所在白盐井（今云南省大姚县西北石羊镇）。1950年起，属楚雄专区，自1957年起，属楚雄彝族自治州。1960年撤销，并入大姚县。 